# Pilea microphylla
Pilea microphylla é uma espécie de planta com flor pertencente à família Urticaceae. É conhecida popularmente como brilhantina, beldroega, folha gorda e planta artilheira.

## Caracteristicas
Chega até 40 cm de altura, com flores de cerca de 1 mm, o fruto é seco, elíptico ou oval, com até 0,6 mm de comprimento e 0,4 mm de largura, e contém uma única semente. É uma planta anual.

## Área de ocorrência
É nativa da Flórida, México, América Central e do Sul.
A brilhantina já foi introduzida em diversos países pelo mundo. É considerada invasora na Áustralia, China, ilha da Madeira, Galápagos, Micronesia, Fiji, Japão, Kiribati e outros mais.

## Protecção
Não se encontra protegida por legislação portuguesa ou da Comunidade Europeia.